# Murrayidae
Famille
Synonymes
- Murrayinae Guidetti, Rebecchi & Bertolani, 2000

Les Murrayidae sont une famille de tardigrades. 

## Liste des genres
Selon Degma, Bertolani et Guidetti, 2013 :
- Dactylobiotus Schuster, 1980
- Macroversum Pilato & Catanzaro, 1988
- Murrayon Bertolani & Pilato, 1988

## Taxinomie
Décrite comme la sous-famille des Murrayinae dans les Macrobiotidae, elle a été élevée au rang de famille par Guidetti, Gandolfi, Rossi et Bertolani en 2005.

## Publication originale
- Guidetti, Rebecchi & Bertolani 2000 : Cuticle structure and systematics of the Macrobiotidae (Tardigrada, Eutardigrada). Acta Zoologica (Copenhagen), vol. 81, no 1, p. 27-36.